# Ієрогліфи

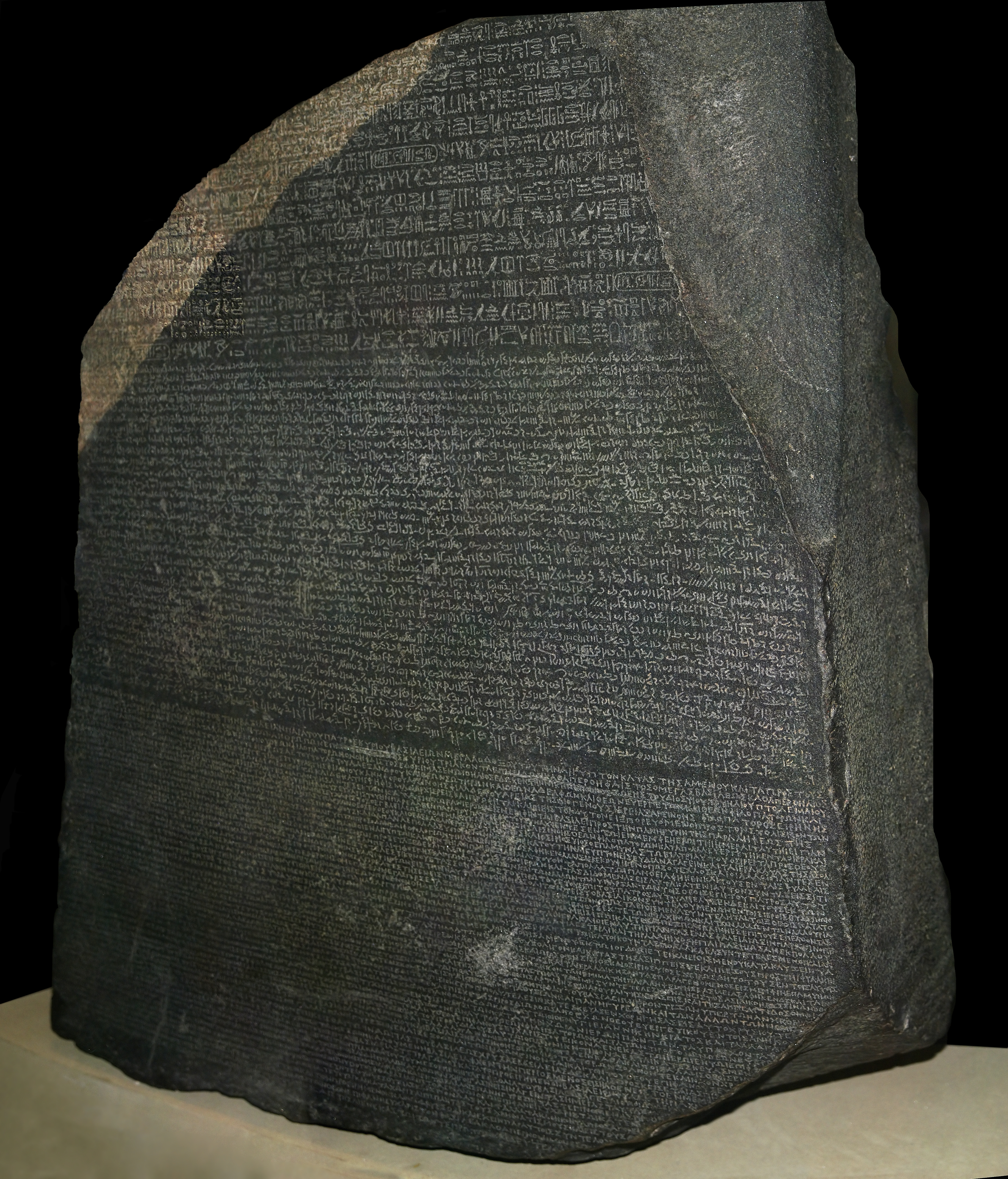
Розетський камінь, завдяки якому було розшифровано давньоєгипетське письмо

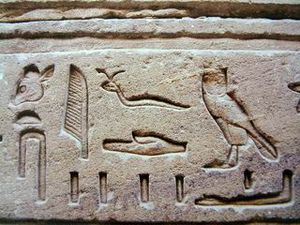
Єгипетські ієрогліфи

Написання китайського ієрогліфа 好 («добре»)

Ієро́гліф (від грец. ἱερός, «священний», і γλυφή, «знак», «риска», «різьблене письмо») — назва писемного знака в деяких системах письма. Ієрогліфи можуть означати як окремі звуки і склади (елементи алфавітного і силабічного письма), так і морфеми, цілі слова і поняття (ідеограми). Словами ієрогліфи, гліф чи піктограма означають давнє написання картинок.
Початково термін вживався щодо давньоєгипетського письма. Зараз застосовується для позначення різних ієрогліфічних систем письма, особливо найбільш вживаної у світі — китайської. Остання широко використовується не лише у Китаї, але Японії і Кореї. Ієрогліфи це зображення тварин, предметів, значень, звуків.